# Mai repede ca lumina
Mai repede ca lumina (en. Faster Than Light (FTL)) se referă la un grup de teorii  și idei bazate pe faptul că la un moment dat omul ar putea să fie capabil de transport și comunicații cu o viteză mai repede ca lumina. Un corp poate depăși viteza luminii dacă îndeplinește anumite condiții. În trecut majoritatea teoriilor create de cercetători considerau că este imposibilă atingerea vitezei luminii însă teoriile moderne susțin că acest lucru este probabil.

## Teorii

### Efectul Cerenkov

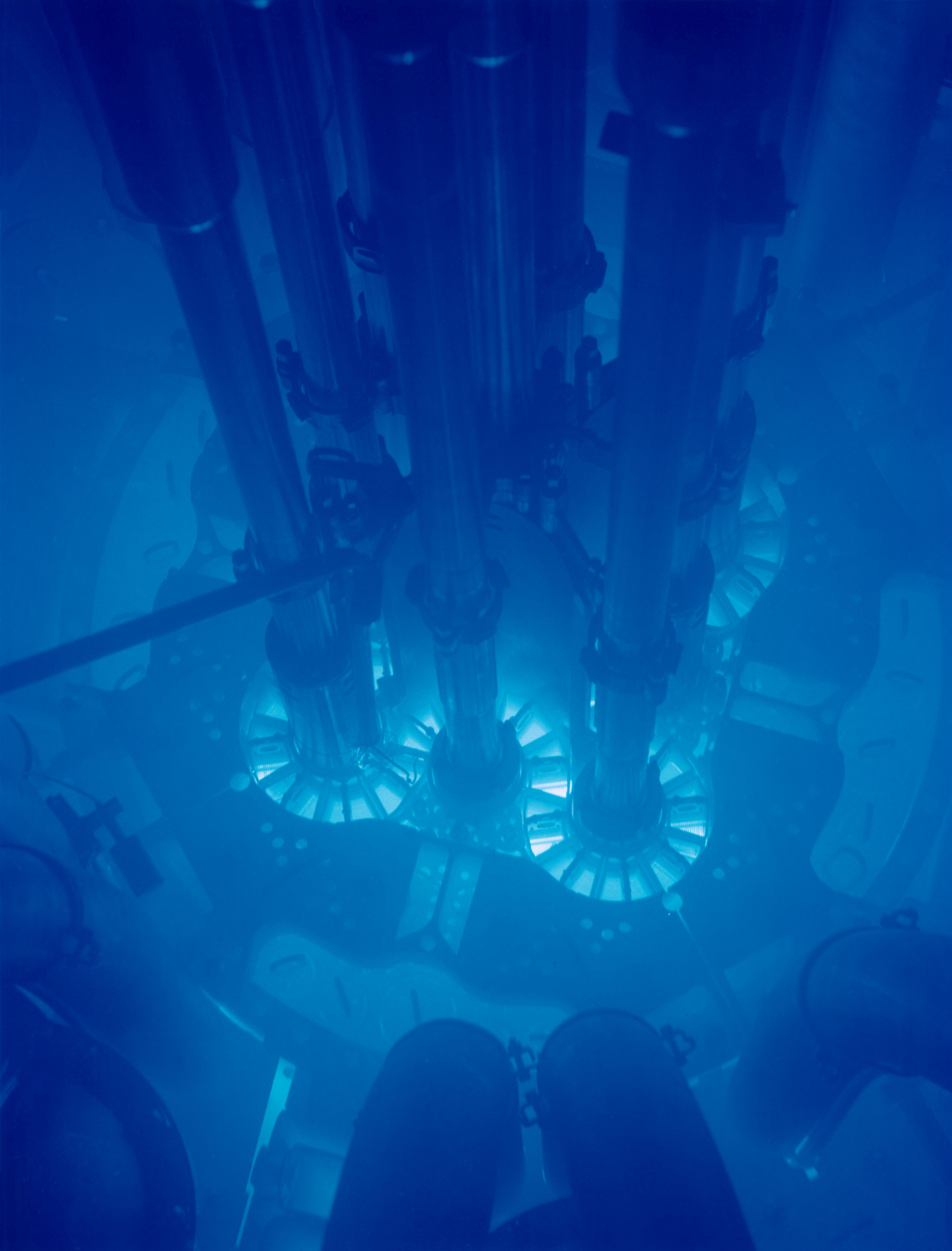
Radiații Cerenkov strălucind în Reactorul de Teste Avansate.

Efectul Cerenkov a fost observat de cercetătorul Pavel Alexeevici Cerenkov și precizează faptul că trimiterea de radiații electromagnetice prin particule încărcate în vid face ca aceste radiații (numite și Radiații Cerenkov) să ajungă la o viteză mai repede ca lumina în mediul respectiv 

#### Originea radiațiilor
Teoria relativității susține că viteza luminii în vid este o constantă universală (aceasta notându-se cu c), iar viteza luminii în formă de materie este mai mică decât c. Radiațiile Cernekov sunt rezultatul unui electron ce depășește viteza lumini dintr-un mediu izolat. Pe măsură ce particulele parcurg o anumită traiectorie într-un mediu acestea întrerup câmpul electromagnetic. Electronii din atomi aflați în acel mediu(de obicei un reactor) vor fi înlocuiți și polarizați de un câmp electromagnetic al unei particule încărcate. În acest timp fotonii sunt trimiși sub formă de dielectric ai electronilor pentru a face un echilibru după ce întreruperea câmpului se face. În mod normal fotonii sunt descărcați efectiv prin ciocnirea unuia cu celalalt astfel ne mai rămănând nicio radiație, însă când viteza descărcării acestora este mai rapidă decât viteza fotonului însine aceștia interferează între ei și intensifică radiația vizibilă.

## Observare terțiară
Dacă o rachetă pleacă din punctul A cu o viteză de 0.6 c venind spre vest iar o alta dintr-un punct B ajungând la o viteză la fel ca cea a rachetei ce pleacă din punctul A însă având direcția spre est, atunci distanța dintre A și B observată dintr-o altă parte decât a corpurilor crește cu 1,2 c.

## Confirmarea teoriei
Organizația Europeană pentru Cercetare Nucleară CERN a anunțat în 2011 că în urma unui experiment realizat de Oscillation Project with Emulsion-tRacking Apparatus (OPERA), la acceleratorul de particule s-a constatat că neutrino ar putea depăși viteza luminii.

### Infirmarea "descoperirii"
În martie 2012, CERN a declarat că rezultatele experimentului par a fi eronate, prima ipoteză fiind o conexiune imperfectă între un cablu de fibră optică și unitatea GPS care a dus la apriția unei discrepanțe de 60 nanosecunde, ulterior combătând motivul conexiunii imperfecte, sugerând că ar exista alte cauze care au dus la apariția erorii. Ca urmare, șeful echipei care a condus experimentul a demisionat.